# Matagot (éditeur)
Pour les articles homonymes, voir Matagot.
Matagot est un éditeur français de jeux de société fondé en 2005. Cette maison d'édition fait partie des principaux éditeurs français, avec plus de 250 jeux développés ou traduits depuis sa création. Sa ligne éditoriale se veut généraliste, avec des jeux qui s'adressent à tous les types de public : experts, amateurs, familles et enfants. Elle publie aussi bien des jeux de réflexion que des jeux d'ambiance. Elle est connue pour avoir édité notamment les jeux suivants : Cyclades, Dice Town, Takenoko, Room 25, Kemet, Sonar, Inis.

## Histoire
Matagot a été fondé en 2005 à Paris par Hicham Ayoub-Bedran, rejoint peu après par Arnaud Charpentier. L'éditeur produit d'abord des jeux de rôles, avant d'y ajouter les jeux de plateau. En 2009, Matagot se lance dans l'édition de romans dans les univers médiéval-fantastique et science-fiction. En 2011, Matagot connaît un premier succès dans le jeu de société avec Takenoko, d'Antoine Bauza, jeu multi-primé comptant plus de 300 000 exemplaires vendus dans le monde. À partir de 2015, le succès de plusieurs de ses jeux permet à Matagot d'accéder au cercle des principaux éditeurs de jeux français.
En 2019, Hicham Ayoub-Bedran quitte Matagot pour fonder Studio H, un nouvel éditeur de jeux affilié au groupe Hachette. Arnaud Charpentier reste alors le seul dirigeant de Matagot,. En 2020, Matagot transfère son siège social de Paris à Bordeaux (Gironde).

## Volume
Matagot sort une dizaine de jeux par trimestre, comprenant des créations originales et des traductions.

En 2019, Matagot comptait une dizaine de personnes à temps plein.

## Distribution
Matagot a d'abord été distribué en France par Millenium, puis par Blackrock Games.
En 2016, Matagot a créé la filiale de distribution Surfin' Meeple, dans le but de distribuer lui-même ses jeux dans plusieurs pays, d'abord aux États-Unis et en Chine en 2016, puis en France en 2017. Surfin' Meeple distribue aujourd'hui plusieurs éditeurs, parmi lesquels Bombyx (France), Kolossal Games (États-Unis), Maple Games (Canada), Grail Games (Australie), Mind Cycling (Belgique).
Les jeux Matagot sont distribués au Canada par Ilo307.

## Principaux jeux développés par Matagot
Source : BoardGameGeek
- Cyclades, 2009, Bruno Cathala et Ludovic Maublanc (illustré par Miguel Coimbra).
- Dice Town, 2009, Bruno Cathala et Ludovic Maublanc (illustré par Piérô La Lune).
- Takenoko, 2011, Antoine Bauza (illustré par Joël Picksel, Nicolas Fructus et Yuio).
- Room 25, 2012, François Rouzé (illustré par Camille Durand-Kriegel et Daniel Balage).
- Kemet, 2012, Guillaume Montiage et Jacques Bariot (illustré par Dimitri Bielak, Emile Denis et Nicolas Fructus).
- Raptor, 2015, Bruno Cathala et Bruno Faidutti (illustré par Vincent Dutrait).
- Sonar, 2016, Roberto Fraga et Yohan Lemonnier (illustré par Ervin, Sabrina Tobal).
- Inis, 2016, Christian Martinez (illustré par Jim Fitzpatrick).
- L'Ile au Trésor, 2018, Marc Paquien (illustré par Vincent Dutrait).
- Vintage, 2020, Bruno Faidutti (illustré par Pilgrim Hodgson).

## Principaux jeux traduits par Matagot
Source : BoardGameGeek
- Shadow Hunters, 2009, Yasutaka Ikeda
- Istanbul, 2014, Rüdiger Dorn (illustré par Andreas Resch).
- Orléans, 2014, Reiner Stockhausen (illustré par Klemens Franz).
- Le Bal Masqué Des Coccinelles, 2015, Peter-Paul Joopen (illustré  par Anne Pätzke).
- Viticulture Édition Essentielle, 2015, Jamey Stegmaier et Alan Stone (illustré par Jacqui Davis, David Montgomery et Beth Sobel).
- Scythe, 2017, Jamey Stegmaier (illustré par Jakub Rozalski).
- Everdell, 2018, James A. Wilson (illustré par Andrew Bosley).
- Root, 2019, Cole Wehrle (illustré par Kyle Ferrin).
- Wingspan, 2019, Elizabeth Hargrave (illustré par Ana Maria Martinez Jaramillo, Beth Sobel et Natalia Rojas).
- Bonfire, 2021, Stefan Feld (illustré par Dennis Lohausen).

## Nominations et récompense

### Spiel Des Jahres
- Spiel des Jahres 2014 : Istanbul, 2014, Rüdiger Dorn (illustré par Andeas Resch), distribué par Millennium.

- Spiel des Jahres 2019 : Wingspan, 2019, Elizabeth Hargrave (illustré par Ana Maria Martinez Jaramillo, Beth Sobel et Natalia Rojas), co-édité avec Stonemaeir Games.
- Nommé Kinderspiel des Jahres 2019 : Fabulantica, 2019, Marco Teubner (illustré par Anne Pätzke et Gediminas Akelaitis).

### As d'or Jeu de l'année
- Nommé Jeu de l'Année 2010 : Shadow Hunters, 2009, Yasutaka Ikeda, co-édité avec Republic Of Games.
- Nommé Jeu de l'Année 2011 : Cyclades, 2009, Bruno Cathala et  Ludovic Maublanc (illustré par Miguel Coimbra).
- Jeu de l'Année 2012 : Takenoko, 2011, Antoine Bauza (illustré par Joël Picksel, Nicolas Fructus et Yuio), co-édité avec Bombyx.
- Jeu de l'Année Expert 2017 : Scythe, 2017, Jamey Stegmaeir (illustré par Jakub Rozalski), distribué par Surfin' Meeple.
- Nommé Jeu de l'Année 2019 : L'Île Au Trésor, 2018, Marc Paquien (illustré par Vincent Dutrait).
- Nommé Jeu de l'Année 2020 : Root, 2019, Cole Wehrle (illustré par Kyle Ferrin)

### Double 6
- Double Six 2010 : Dice Town, 2009, Bruno Cathala et Ludovic Maublanc (illustré par Piérô La Lune).
- Double Six 2012 : Takenoko, 2011, Antoine Bauza (illustré par Joël Picksel, Nicolas Fructus et Yuio), co-édité avec Bombyx.
- Nommé Double Six 2015 : Desperados Of Dice Town, 2014, Bruno Cathala et Ludovic Maublanc (illustré par Piérô La Lune).
- Double Six 2021 : Vintage, 2020, Bruno Faidutti (illustré par Pilgrim Hodgson).

### Golden Geek
- Golden Geek Awards 2016 : Scythe, 2017, Jamey Stegmaeir (illustré par Jakub Rozalski), distribué par Surfin' Meeple.
- Golden Geek Awards 2018 : Root, 2019, Cole Wehrle (illustré par Kyle Ferrin).

### Diamant
- Nommé Diamant D'Or 2017 : Scythe, 2017, Jamey Stegmaeir (illustré par Jakub Rozalski), distribué par Surfin' Meeple.
- Diamant de Bronze 2021 : Bonfire, 2021, Stefan Feld (illustré par Dennis Lohausen), co-édité avec Hall Games